# Saloistenjärvi
Saloistenjärvi eller Saloisjärvi är en sjö i Finland. Den ligger i kommunen Tammela i landskapet Egentliga Tavastland, i den södra delen av landet, 100 km nordväst om huvudstaden Helsingfors. Saloistenjärvi ligger 124,3 meter över havet. I omgivningarna runt Saloistenjärvi växer i huvudsak blandskog. Arean är 1,86 kvadratkilometer och strandlinjen är 13,89 kilometer lång. Sjön  ingår i Kumo älvs huvudavrinningsområde. 